# أنتونيو كوتان
أنتونيو كوتان (بالإسبانية: Antonio Cotán) مواليد 19 سبتمبر 1995 في إسبانيا، هو لاعب كرة قدم إسباني يلعب مع نادي إشبيلية كلاعب وسط. مثّل منتخب إسبانيا لكرة القدم فئة الشباب.

## روابط خارجية
- أنتونيو كوتان على موقع قاعدة بيانات كرة القدم.إي يو (الإنجليزية)
- أنتونيو كوتان على موقع Soccerway.com (الإنجليزية)